# 오히가시촌
오히가시촌(大東村)은 후쿠시마현 이시카와군에 있었던 촌이다. 1967년 2월 1일 스카가와시에 편입합병되고 폐지되었다.

## 지리
스카가와시 동부가 오히가시촌이 있던 곳이다.

## 역사
- 1931년 10월 30일 - 가와히가시역이 개업하였다.
- 1955년 1월 1일 - 오모리타촌, 가와히가시촌 등 2개 촌이 합병하여 오히가시촌이 신설되었다.
- 1967년 2월 1일 - 오히가시촌이 스카가와시에 편입되고 폐지되었다.

## 인구
- 1965년 7,137

## 교통

### 철도
- 일본국유철도(→동일본 여객철도)
  - 스이군선

## 참고 문헌
- 角川日本地名大辞典編纂委員会『角川日本地名大辞典 7 福島県』、角川書店、1981年 ISBN 4040010701
- 日本加除出版株式会社編集部『全国市町村名変遷総覧』、日本加除出版、2006年、ISBN 4817813180